# Трансатлантичне торговельне та інвестиційне партнерство
Трансатлантичне торговельне та інвестиційне партнерство (ТТІП) (англ. Transatlantic Trade and Investment Partnership, TTIP) — планована угода про вільну торгівлю між Європейським Союзом  і Сполученими Штатами Америки. Переговорники називають майбутній економічний простір ТТІП «найбільшою у світі зоною вільної торгівлі». Вона охопить половину світового ВВП і торговельний обіг на рівні близько 1 трлн доларів США (близько третини світового експорту); створить спільний споживчий ринок розміром 820 млн осіб.
Після приходу до влади в США адміністрації Дональда Трампа, шанси на укладення угоди істотно зменшилися.

## Основні положення угоди, що обговорюється
Основна мета ТТІП — зняти торговельні бар'єри та полегшити купівлю та продаж товарів та послуг.
Угода передбачає зниження і без того низьких тарифів у торгівлі між США (найбільшою економікою світу) та економічними системами 28 країн-членів Євросоюзу, які, разом узяті, перевищують за обсягом економіку США. Угода передбачає удосконалення та зміцнення багатьох глобальних правил і стандартів та поширюється на широкий асортимент товарів і послуг. Майбутні домовленості передбачають лібералізацію торговельної та інвестиційної діяльності між США та ЄС, а також урегулювання інших нетарифних бар'єрів.
Можна виділити три напрямки домовленостей:
1. розширення доступу до ринків за допомогою зниження митних тарифів, усунення ринкових бар'єрів у сфері послуг (на рівні, принаймні досягнутому в інших подібних договорах або навіть вищому), лібералізація та захист інвестицій;
2. усунення нетарифних обмежень та уніфікацію норм регулювання продуктів і послуг (санітарні та фітосанітарні норми, технічні стандарти, спільна розробка майбутніх норм регулювання тощо);
3. дотримання прав інтелектуальної власності, безпеки праці й довкілля; заходи протидії новітнім формам неконкурентної поведінки корпорацій та державної політики (субсидії та інші привілеї для державних компаній, експортні обмеження на сировинні матеріали, вимоги до ступеня локалізації виробництва кінцевих товарів і послуг тощо)[2].

## Переговори
Каталізатором об'єднання стала економічна криза 2008 року.
Президент США Барак Обама на початку 2011 року ініціював консультації із приводу зменшення торговельних бар'єрів між США та ЄС, було створено американсько-європейську робочу групу високого рівня. Вона напрацювала кістяк майбутньої угоди.
13 лютого 2013 року президент США Барак Обама, президент Європейської ради Герман Ван Ромпей і президент Єврокомісії Жозе Мануел Баррозу виголосили спільну заяву про початок переговорів щодо ТТІП.
Європарламент підтримав проект трансатлантичної зони вільної торгівлі. Мандат на ведення переговорів був переданий Єврокомісії, а національні уряди — практично усунуті від цього процесу.
Переговори щодо ТТІП розпочалися у липні 2013 року і їхній 9-й раунд розпочався 20 квітня 2015 року в Нью-Йорку.
Саміт ЄС 18 грудня 2014 року вирішив, що переговори повинні завершитися до кінця 2015 року.
Відзначається, що переговори «давно зайшли в глухий кут».

## Дискусія

### Переваги
Прихильники ідеї стверджують, що скасування певних тарифів та уніфікація нормативно-правової бази може принести значні переваги для ЄС та США (за даними доповіді Британського Центру досліджень економічної політики).
Угода може принести європейській економіці 119 млрд € щорічно і 95 млрд € — економіці США. Світова економіка може зростати на 0,6 % щороку.
Купівельна спроможність доходів середньостатистичного європейського домогосподарства завдяки нижчим цінам на товари і послуги може збільшуватися на 545 євро на рік.
За оцінками Торгової Палати США, скасування трансатлантичних тарифів за п'ять років призведе до зростання обороту між США та ЄС більш ніж на 120 млрд $. Можлива відміна податків на торгівлю певними товарами здатна дати приріст річного ВВП США на 1,5 %.

### Недоліки

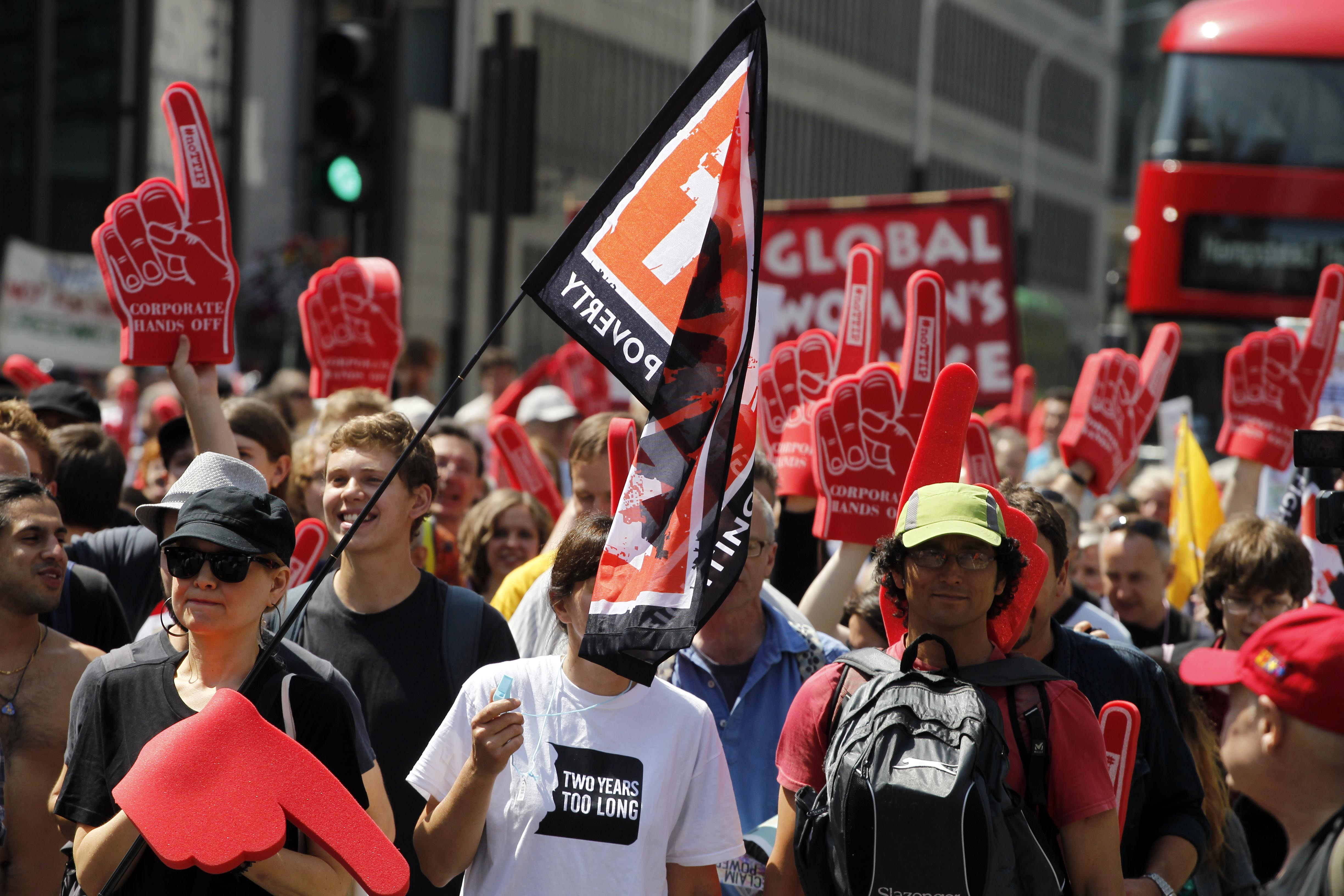
Протести проти ТТІП у Лондоні, липень 2014

Один з ключових моментів, де США та ЄС не можуть дійти згоди, — це генетично модифіковані харчі. Законодавство ЄС у цій галузі є одним з найсуворіших у світі. Сполучені Штати натомість, — найбільший комерційний виробник генно-модифікованих культур.
Є також занепокоєння, що американські виробники зможуть продавати на європейських ринках харчі, які виробляються за іншими (нижчими) стандартами.
На думку противників угоди, виграють від неї не споживачі, а транснаціональні корпорації, оскільки будуть знижені стандарти якості та безпеки продуктів. Крім того, на думку критиків, положення угоди можуть призвести до підвищення цін та зниження рівня обслуговування у сферах медицини і освіти
Також в угоді передбачене надання права компаніям подавати позови проти держав, якщо державна політика завдає їм збитків, що надасть можливість транснаціональним корпораціям більше впливати на політику європейських країн у вигідному для себе напрямку.
Проти підписання угоди в європейських містах проходили тисячні демонстрації протягом 2014—2015 років.
Критики кажуть, що у виграші буде переважно Америка, а Європа потрапить у менш вигідне становище, аж до падіння національних ВВП.
Міська община Севран (на північному сході від Парижа) оголосила себе територією, вільною від ТТІП, мотивуючи це тим, що угода порушить порядок життя (соціальний захист, безпека довкілля, відносини власності), усталений у Франції.
Туреччина заявила, що може вийти з митного союзу з ЄС, якщо її інтереси не враховуватимуть під час переговорів.
Не менше 100 тисяч демонстрантів мітингувати у Берліні проти ТТІП 10 жовтня 2015 року.